# Теренино (деревня, Смоленская область)
Тере́нино — деревня в Смоленской области России, в Ельнинском районе. Население — 26 жителей (2007). Расположена в юго-восточной части области в 26 км к юго-востоку от города Ельня, на автодороге Р96 Новоалександровский (А101) — Спас-Деменск — Ельня — Починок, в 4 км западнее от границы с Калужской областью. Входит в состав Теренинского сельского поселения.
Территория деревни практически сливается с одноимённым селом.

## История
В годы Великой Отечественной войны деревня была местом ожесточённых боёв и была оккупирована гитлеровскими войсками в октябре 1941 года. Была освобождена в августе 1943 года

## Экономика
Средняя школа, сельхозпредприятия.

## Транспорт
Железнодорожный остановочный пункт (разъезд) на линии Духовская — Занозная, открытый в 1899 году.